# محمد راجح (عداء)
محمد راجح (بالإنجليزية: Mohammed Rageh) (و. 1998  م) هو عداء المسافات المتوسطة يمني، شارك في الألعاب الأولمبية الصيفية 2016، وألعاب القوى في الألعاب الأولمبية الصيفية 2016.

## روابط خارجية
- محمد راجح على موقع الاتحاد الدولي لألعاب القوى (الإنجليزية)
- محمد راجح على موقع أوليمبيديا (الإنجليزية)